# Monroe County, Michigan
Monroe County är ett administrativt område i delstaten Michigan, USA. År 2010 hade county 152 021 invånare. Den administrativa huvudorten (county seat) är Monroe. 

## Geografi
Enligt United States Census Bureau så har countyt en total area på 1 761 km². 1 427 km² av den arean är land och 334 km² är vatten.   

### Angränsande countyn
- Wayne County - nordost
- Washtenaw County - nordväst
- Lenawee County - väst
- Lucas County, Ohio - söder
- Ontario, Kanada - öst